# Discorso di Stradella

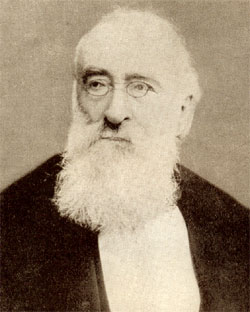
Agostino Depretis

 È passato alla storia come “Discorso di Stradella” il discorso pronunciato il 10 ottobre 1875 dal leader della sinistra storica, Agostino Depretis di fronte ai suoi elettori del collegio omonimo.
Tale discorso fu propedeutico a quella "rivoluzione parlamentare" che portò la sinistra italiana al governo, nell'ultimo quarto del XIX secolo.

## Contenuto
Tra l'8 e il 15 novembre 1874, si tennero le elezioni politiche che dettero una risicata maggioranza relativa alla destra storica, la coalizione che aveva governato in Italia, salvo due brevi interruzioni, dalla morte di Camillo Cavour. Tra i leader di opposizione della sinistra storica, spiccavano Agostino Depretis, esponente della borghesia settentrionale, il siciliano Francesco Crispi e il calabrese Giovanni Nicotera. Dopo le elezioni, Nicotera intraprese trattative con la destra per creare un governo trasversale che avesse come priorità la soluzione dei problemi del Mezzogiorno. 
Agostino Depretis decise allora di scendere in campo e, per contenere la fuga in avanti di Nicotera, il 10 ottobre 1875 tenne a Stradella un discorso che delineò la sua politica.
Depretis, infatti, puntava sull'unità della coalizione di sinistra per battere definitivamente la destra, senza scendere a patti con essa. Centrò quindi il suo discorso sui temi per i quali l'accordo del suo partito sarebbe stato unanime: la questione ecclesiastica, l'istruzione primaria, il decentramento e una riforma elettorale.
Il discorso con cui Agostino Depretis presentava le sue linee programmatiche agli elettori, si apre con una lunga trattazione della politica ecclesiastica, che ha i toni dell'invettiva anticlericale: esulta per i vescovi privati dal governo dell'uso dei loro episcopi; taccia i cattolici di voler nascondere sotto il manto della religione un'avidità di potere e di volere influenzare le masse, «impadronendosi dei fanciulli, delle donne e del sentimento religioso» per «rendere odiosa la libertà». Ne conclude che la religione si è fatta nemica dello Stato e pertanto lo Stato va difeso, combattendo contro i cattolici una guerra ad oltranza. Questa guerra doveva essere combattuta in due modi: sottraendo al clero l'amministrazione dei beni ecclesiastici, affidandola ai laici, ed estromettendo i sacerdoti dall'istruzione pubblica.
Promosse l'istruzione elementare obbligatoria e gratuita; affermò la necessità di allargare il diritto di voto alle fasce della popolazione meno abbienti (all'epoca il suffragio era regolato dal censo); si dichiarò favorevole ad un parziale decentramento del potere dello Stato; e ribadì la sua contrarietà alla tassa sul macinato, ritenendola «la negazione dello Statuto [albertino]».
Nel discorso di Stradella, Depretis pronunciò qualche parola anche sulla politica estera. Affermò che sarebbe stata sua intenzione non mutare indirizzo, continuare la politica della destra per dedicare tutte le sue energie alle riforme interne. Disse tuttavia: «L'Italia ha bisogno di quiete [...]; ma è evidente che le sue simpatie si volgeranno verso i popoli e verso i governi che sono decisi a procedere sulla via della civiltà».
Tatticamente, Depretis, sconfessò «l'impazienza del potere» del suo compagno di partito Nicotera, sostenendo che i governi vadano formati «nell'interesse della Corona e del paese» e che un partito deve giungervi «per la strada diritta e a tamburo battente, colla sua bandiera spiegata, per breccia aperta nelle file dei suoi avversari».

## Avvenimenti successivi
L'ascesa della sinistra di Depretis al potere, infatti, si compì dopo soli cinque mesi. La destra del governo Minghetti si spezzò sulla richiesta di quest'ultimo di riacquistare le ferrovie che erano state assegnate nel 1865 a società private bisognose di sovvenzioni pubbliche. Accusato di statalismo e bismarckismo dai suoi stessi compagni di partito, Minghetti fu costretto a dimettersi il 18 marzo 1876. 
Vittorio Emanuele II constatò senza particolari timori l'esaurimento di una fase politica; riconobbe in Agostino Depretis il capo dell'opposizione e lo incaricò della formazione del nuovo governo. Dopo le consultazioni, il 25 marzo 1876 Depretis presentò il suo primo governo composto esclusivamente da uomini della sinistra, per la prima volta nella storia del Regno d'Italia. Il suo collega “sconfitto” Giovanni Nicotera fu nominato ministro dell'interno. Altri incarichi furono affidati a personalità di grande rilievo come Pasquale Stanislao Mancini alla Giustizia, Michele Coppino all'Istruzione, Luigi Mezzacapo alla Guerra e Benedetto Brin alla Marina.
Nel mese di novembre, dopo lo scioglimento della Camera dei deputati, si tennero nuove elezioni politiche nelle quali la sinistra storica, guidata da Depretis, ottenne uno straordinario successo elettorale. 
La sinistra storica rimase al potere esattamente per un ventennio, sino alla dolorosa sconfitta di Adua (marzo 1896). Differentemente da quanto sostenuto nel discorso di Stradella, Depretis è passato alla storia come il principale artefice del trasformismo parlamentare.